# Joop Butter

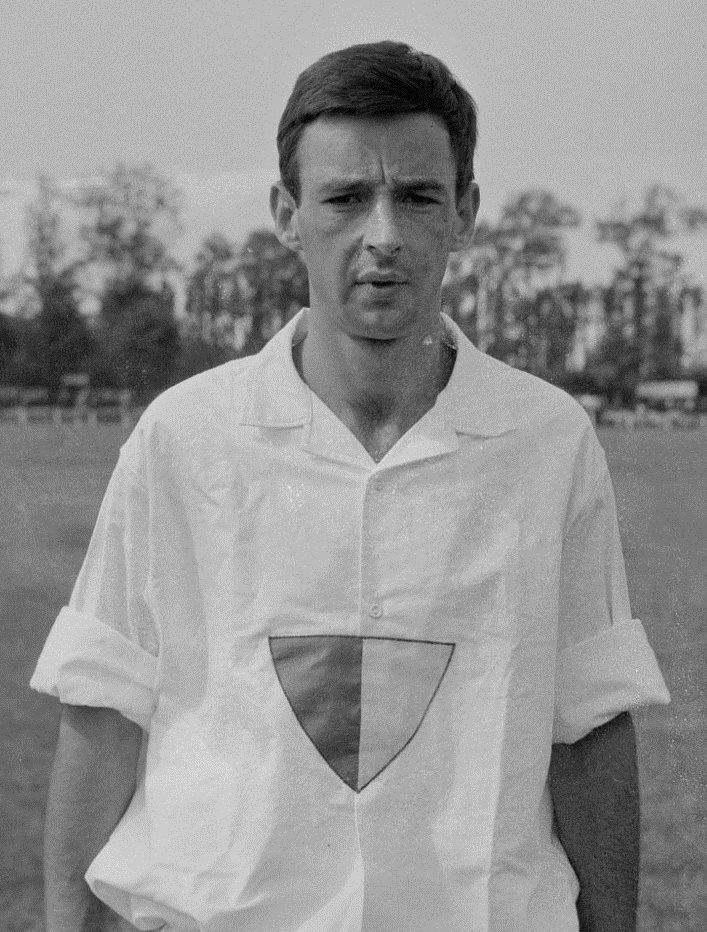
Joop Butter

Johan „Joop“ Butter [ˈbʏˌtər] (* 18. November 1936 in Velsen, Nordholland; † 26. Dezember 2012) war ein niederländischer Fußballspieler. Er war zunächst beim AFC Ajax in Amsterdam und als Profi bei Go Ahead aus Deventer aktiv.

## Karriere
Der in Velsen geborene Butter spielte nach dem Umzug seiner Familie nach Amsterdam beim dortigen Klub ASVA; von dort holten ihn Talentspäher zum AFC Ajax. Während er in der Ajax-Jugend spielte, wurde er U-18-Nationalspieler. Noch als A-Jugendspieler verpflichtete Ajax ihn 1955 für die erste Mannschaft. 41-mal spielte er im Team der Amsterdamer, ehe er seinen Wehrdienst absolvieren musste. Er war in Eefde stationiert, einem Ort rund zehn Kilometer südlich von Deventer. In dieser Zeit trainierte er beim dortigen Verein Go Ahead mit. Als 1956 in den Niederlanden der Profifußball in drei Ligen eingeführt wurde, unterschrieb er einen Vertrag bei Go Ahead, der in der Tweede Divisie, der dritten Ligenstufe antrat. Drei Jahre später stieg er mit Go Ahead in die zweite Liga auf. 
Nach vier Jahren in der Eerste Divisie stieg das Team, das seit 1962 von František Fadrhonc trainiert wurde, als Tabellenzweiter erstmals in die Eredivisie auf. War Butter anfangs noch Stürmer – er erzielte 27 Tore in der zweiten, 30 Treffer in der ersten Division – wurde er im Laufe der Zeit in Deventer zum Abwehrspieler umgeschult und fand seine Stammposition auf der des rechten Verteidigers. Die Saison 1962/63 beendete das Team auf Platz zwölf, in der folgenden Saison wurde es Elfter und drang ins Pokalfinale vor, das allerdings verloren ging. Da der Rotterdamer Finalgegner Feijenoord das Double gewann, konnte Go Ahead am Europapokal der Pokalsieger 1965/66 teilnehmen. Allerdings gingen die Vorrundenbegegnungen gegen den späteren Halbfinalisten Celtic FC aus Glasgow mit 0:6 und 0:1 verloren. In den nächsten Jahren etablierte Butter sich mit Go Ahead unter den Top fünf der Eredivisie.
Am 26. September 1964 sorgte ein Zweikampf Butters mit dem Torhüter des SC Enschede, Piet Lagarde, für Aufsehen. Lagarde wurde durch einen unbeabsichtigten Tritt Butters lebensgefährlich verletzt; er verlor eine Niere und musste seine aktive Karriere beenden.
Butter war nicht groß, aber als Spieler ein schneller, aggressiver „Terrier“, der sich in seinem Gegner festbiss, hart im Zweikampf ohne unfair zu werden. erinnerte sich nach seinem Tode sein ehemaliger Nachbar und Mannschaftskamerad Gerard Somer. Nach einer verletzungsbedingten Operation musste auch Butter, der für Go Ahead mehr als 500 Spiele absolvierte, schließlich seine Karriere beenden. Er machte sich mit einem Heizungs- und Sanitärbetrieb selbständig. Sechs Jahre lang war er daneben einer der Verantwortlichen für die A-Jugend der Go Ahead Eagles, die unter anderem Jan van Dijk oder Henk Veldmate hervorbrachte. 1982 war er mit seinem Vereinskameraden Dick Schneider Initiator für das Dr.-Fadrhonc-Jugendturnier, das mittlerweile ein namhaftes Sichtungsturnier im KNVB geworden ist.
Butter starb im Alter von 76 Jahren Ende Dezember 2012.